# Вятърна мелница (играчка)
 Тази статия е за детска играчка.  За съоръжението вижте вятърна мелница.  
Вятърната мелница (още вятърно колело) е проста детска играчка, изработена от колело от хартия или пластмасови къдрици, прикрепени по оста си към пръчка от щифт. Проектирана е да се върти, когато срещу нея духа вятър. Тя е предшественик на по-сложни въртележки.

## История
През деветнадесети век в САЩ всяка задвижвана от вятъра играчка, държана нагоре от бягащо дете, се характеризира като въртележка, включително въртящи се колела. Вятърната мелница осигурява на много деца много часове удоволствие и забавление.
Арменски производител на имигрантски играчки Тегран М. Самур изобретил съвременната версия на въртящото се колело, първоначално озаглавено „вятърно колело“, през 1919 г. в Бостън, Масачузетс. Самур (съкратено от Samourkashian), притежава магазин за играчки в Стоунхам, Масачузетс, и продава вятърното колело заедно с две други играчки, които той изобретява.

## Употреба
Вятърните мелници са детска играчка. Счита се, че могат да послужат за отпъждане на птици, заради отблясъците, които дават.

## Видове
Вятърните мелници варират като брой перки, форма и цвят. Популярни са разцветките в цветовете на дъгата.
- С 4 перки
- С 21 перки
- Със заострени и заоблени върхове
- Като имитация на цвете